# Synodus synodus
Synodus synodus (nomes vulgares peixe-lagarto, lagarto-do-rolo ou lagarto-do-mar), é uma espécie de peixe bentônica da família Synodontidae que habita sobretudo o Oceano Atlântico oriental.
Habitas fundos de rocha, areia ou mistos. Coloração variável, em geral castanho avermelhada e mais branca na região ventral. Possui a capacidade de se camuflar no fundo, passando despercebido. Tem uma mancha escura na origem das barbatanas peitorais e um ponto negro na parte dorsal do focinho, que a ajuda a distinguir do Synodus saurus. Apresenta muitas vezes bandas verticais castanho-escuro. É um predador voraz que se atira com destreza sobre as suas presas, que são constituídas normalmente por outros peixes e crustáceos. Reprodução ovípara.
Nada  entre os 2 a 35 metros de profundidade e pode medir até 30 cm de comprimento.